# Alana de la Garza
Alana de la Garza (nascida no dia 18 de junho de 1979) é uma atriz estadunidese mais conhecida por seu papel como a promotora assistente Connie Rubirosa no seriado policial Law & Order. Também interpretou Marisol Delko em CSI: Miami.

## Biografia
Alana De La Garza nasceu em Columbus, Ohio e mais tarde mudou-se para o Texas, em última análise, de freqüentar a Universidade do Texas. Após a faculdade, ela se mudou para Orlando, Flórida, pousando papéis em uma série de filmes independentes, bem como anúncios publicitários. O trabalho dela a levou para Nova York, onde estudou extensivamente sob instrutor atuação renomado Joanna Beckson . Depois de obter sua ruptura como "Rosa Santos" no drama All My Children (1970), Alana mudou-se para Los Angeles. Uma série de pontos do convidado seguido. Um dos mais reconhecidos foi seu papel como um vigarista no seriado Las Vegas (2003), seguido de uma série sobre liderança da WB The Mountain (2004). Ela concluiu recentemente a comédia romântica Sr. Fix It (2006) oposto David Boreanaz e foi guesting em CSI: Miami (2002), antes de se juntar ao elenco de Lei & Ordem (1990), em junho de 2006.

### Vida pessoal
Alana é casada com Michael Roberts desde (31 de maio de 2008 - presente), ele é um escritor, com eles tem dois filhos, deu à luz seu primeiro filho com 34 anos, um filho Kieran Thomas Roberts em 28 de setembro de 2010. Deu à luz seu segundo filho aos 37 anos, uma filha Liv Elena Roberts em 7 de julho de 2013.

## Filmografia
Esta é a filmografia de Alana de la Garza:
| Ano       | Título Original                | Título em Português            | Papel                   | Notas                       |        |
| Filmes    | Filmes                         | Filmes                         | Filmes                  | Filmes                      | Filmes |
| --------- | ------------------------------ | ------------------------------ | ----------------------- | --------------------------- | ------ |
| 2002      | Bending All the Rules          | Quebrando Todas as Regras      | A mulher que pede tiros |                             |        |
| 2004      | El segundo                     |                                | Delicia                 |                             |        |
| 2005      | Mr. Dramatic                   |                                | Mrs. Dramatic           | Filme curto                 |        |
| 2006      | Mr. Fix It                     |                                | Sophia                  |                             |        |
| 2013      | Are You Here                   | Para o que Der e Vier          | Victoria Riolobos       |                             |        |
| Séries    |                                |                                |                         |                             |        |
| 2003      | JAG                            | JAG                            | Maria Helena            | 9º Temporada , Episódio 1   |        |
| 2003      | Las Vegas                      | Las Vegas                      | Shelly                  | 1º Temporada , Episódio 7   |        |
| 2004      | Two and a Half Men             | Dois Homens e Meio             | Crystal                 | 1º Temporada , Episódio 21  |        |
| 2004-2005 | The Mountain                   | A Montanha                     | Maria Serrano           | 1º Temporada, 13 episódios  |        |
| 2005      | CSI: Miami                     | CSI: Miami                     | Marisol Delko           | 4º Temporada                |        |
| 2005      | Smallville                     | Smallville                     | Aethyr                  | 5º Temporada , Episódio 1   |        |
| 2005      | Charmed                        | Jovens Bruxas                  | Sylvia                  | 8º Temporada , Episódio 4   |        |
| 2006      | Law & Order                    | Lei & Ordem                    | Connie Rubirosa         | 17º Temporada , Episódio 17 |        |
| 2008-2010 | Law & Order                    | Lei & Ordem                    | Connie Rubirosa         | 18º, 19º e 20º Temporada    |        |
| 2010      | Law & Order: Los Angeles       | Lei & Ordem: Los Angeles       | Connie Rubirosa         | 1º Temporada                |        |
| 2011      | NCIS: Los Angeles              | NCIS: Los Angeles              | Diane Dunross           | 3º Temporada , Episódio 14  |        |
| 2011      | CSI: Miami                     | CSI: Miami                     | Marisol                 | 10º Temporada , Episódio 1  |        |
| 2013      | Do No Harm                     | -                              | Dr. Lena Solis          | 1º Temporada, 8 episódios   |        |
| 2014-2015 | Forever                        | Forever: Uma Vida Eterna       | Jo Mantinez             | 1º Temporada                |        |
| 2015      | Scorpion                       | Scorpion                       | Adriana Molina          | 2º Temporada, 3 episódios   |        |
| 2016-2017 | Criminal Minds: Beyond Borders | Criminal Minds: Beyond Borders | Clara Seger             | 1º Temporada                |        |
| 2017      | Criminal Minds                 | Mentes Criminosas              | Clara Seger             | Episódio "Spencer"          |        |